# 什塔尔克体育馆
Štark體育館 , 也稱為貝爾格勒體育館 是现今塞尔维亚最大的综合性體育館，同时也是欧洲最大的运动體育館。體育館為可舉辦多種運動比賽的综合性體育館，包括篮球、手球、排球、网球、冰上项目和其他的音乐文化活动，包括2008年歐洲歌唱大賽。體育館可容納18,386名觀眾，但目前的記錄為24,232人，是在2014年創下的，總建築面積為48,000 m2（520,000 sq ft）。Štark體育館是歐洲體育館協會(EAA)的會員
2006年初以前體育館开放给公众使用，2005年举办了一系列的体育活动和音乐会，当地政府部門评估體育館完后有望安置自动化的消防系统和自动扶梯。贝尔格莱德市體育館正式开馆于2006年10月5日，开馆的同日贝尔格莱德举办了一系列庆祝活动。

## 外部連結
- 官方網站 （页面存档备份，存于） （塞爾維亞語）
- 官方網站 （页面存档备份，存于） （英語）

44°48′50.95″N 20°25′16.89″E / 44.8141528°N 20.4213583°E
| 賽事和使用者                        | 賽事和使用者                       | 賽事和使用者                         |
| ----------------------------------- | ---------------------------------- | ------------------------------------ |
| 前任： 球形體育館 斯德哥爾摩        | 歐洲籃球錦標賽 決賽場館 2005       | 繼任： 馬德里自治區體育中心 馬德里   |
| 前任： Hartwall Areena 赫爾辛基     | 歐洲歌唱大賽 比賽場館 2008         | 繼任： 奧林匹克室內體育館 莫斯科     |
| 前任： 拉加曼加拉體育場 曼谷        | 夏季世界大學生運動會 開閉幕式 2009 | 繼任： 深圳灣體育中心 深圳市         |
| 前任： 聖喬治宮體育館 巴塞隆納      | 台維斯盃 決賽場館 2010             | 繼任： 塞維利亞奧林匹克體育場 塞維亞 |
| 前任： Wiener Stadthalle 維也納     | 歐洲男子手球錦標賽 決賽場館 2012   | 繼任： Jyske Bank Boxen 海寧         |
| 前任： Jyske Bank Boxen 海寧        | 歐洲女子手球錦標賽 決賽場館 2012   | 繼任： TBD                           |
| 前任： Ginásio do Ibirapuera 聖保羅 | 世界女子手球錦標賽 決賽場館 2013   | 繼任： TBD                           |